# 紅腹偽龜
紅腹偽龜（英語：northern red-bellied turtle，學名：Pseudemys rubriventris）是偽龜屬下的一種龜，原産於美國。

## 描述
這一種較大的淡水龜，平均長29—30（11—12英寸），重3（6.6英磅），雌性個體可以長到40（16英寸）長。

## 保護

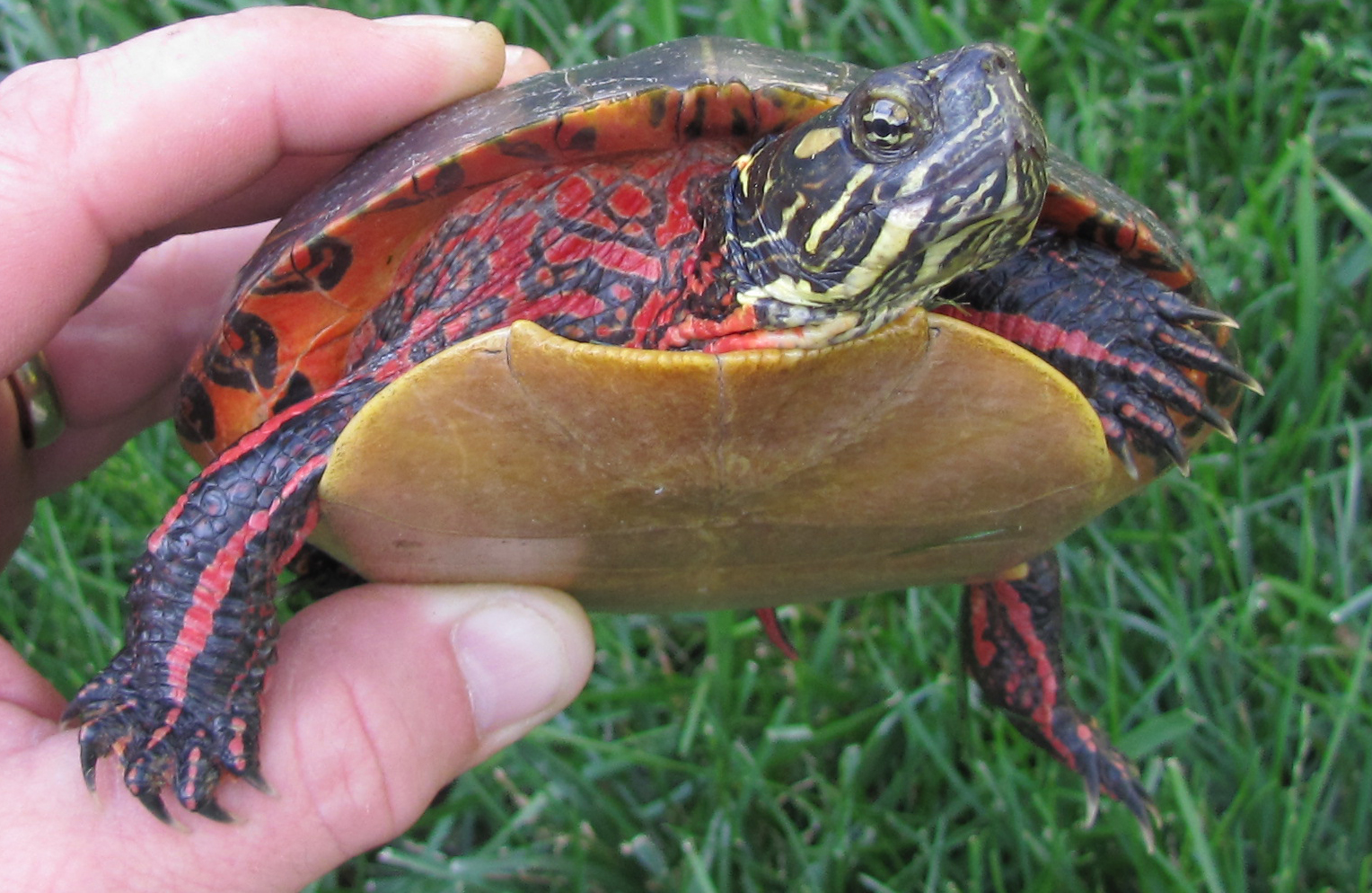
一隻發現與馬薩諸賽州安多弗的紅腹偽龜

在賓夕法尼亞州紅腹偽龜是一個受威脅物種， 被美國魚類及野生動物管理局及麻薩諸塞州分局列為“瀕臨滅絕”。